# Frigil crestagrís
El frigil crestagrís (Lophospingus griseocristatus) és un ocell de la família dels tràupids (Thraupidae).

## Hàbitat i distribució
Habita àrids matolls de muntanya als Andes del centre i sud-est de Bolívia i nord-oest de l'Argentina.